# Lego Château
Lego Château est un univers de la gamme de jeux Lego qui s'inspire de la période médiévale ou de légendes fantastiques. Il met en scène des chevaliers, des châteaux forts ou d'autres créatures magiques. Jusqu'en 1991, le terme est également utilisé pour qualifier un sous-thème de l'univers, qui regroupe les factions occupant des châteaux.

## Historique
Le thème Lego Château débute en 1978 en Europe et en 1981 en Amérique du Nord, par une première période dite « classique ». Cette dernière est marquée par l’apparition des premiers châteaux forts et de figurines représentant des soldats en armes. En 1984, le catalogue Lego propose des modèles plus réaliste et davantage fidèle au contexte médiéval européen, avec la création de nouvelles pièces spécifiques au thème Château (cheval moulé d’une pièce, pan de mur avec meurtrière, angle d’une tourelle). L'univers se diversifie alors que les figurines portent des uniformes et des armoiries distinctes. De 1984 à 1992, les différentes factions sont regroupées sous le nom générique « Castle/Château »,, et ne sont pas reconnues officiellement comme un thème (à l'exception des Forestiers). Différents noms sont proposés pour identifier ces factions, ce qui donne naissance à des régionalismes. Les thèmes suivants sont ensuite créés :  Faucons noirs, Croisés et Chevaliers noirs. Lego utilisera éventuellement ces catégories dans ses outils de promotion, même quand elle fait référence aux modèles antérieur à 1992,. En 1993, un thème fantastique est intégré avec la faction des Maîtres dragons. La magie fera son retour dans l'univers Château, avec l'arrivée des Chevaliers de la peur en 1997.

## Factions et modèles

### Période classique (1978-1983)

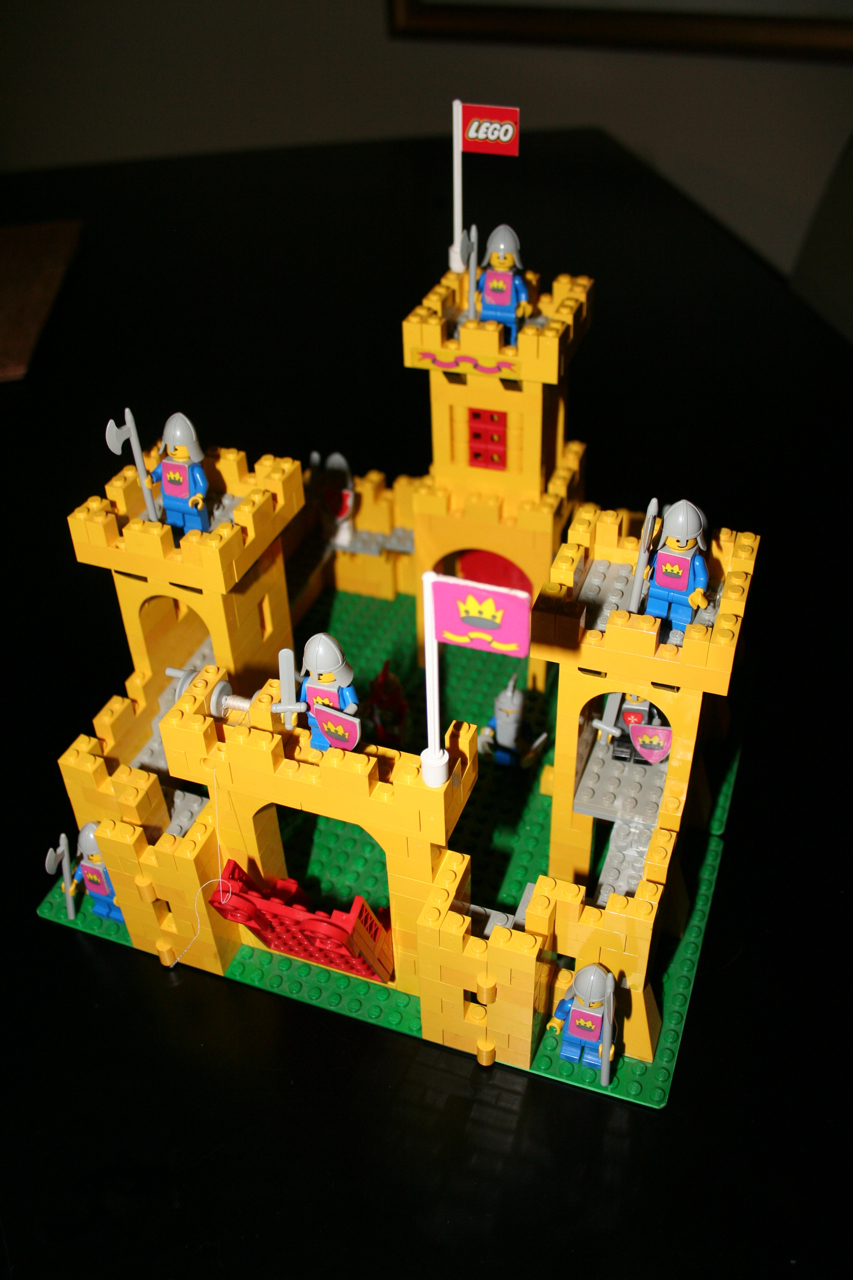
Le Château jaune, premier modèle de la série Château (modèle 375)

Cette période commence avec un premier château doté d’un pont-levis et accompagné de 14 figurines. Il est surnommé le « Château jaune » en raison de la couleur des briques.
| Numéro   | Nom du modèle           | Date de sortie | Nombre de pièces | Figurines                                                     | Notes                                            |
| -------- | ----------------------- | -------------- | ---------------- | ------------------------------------------------------------- | ------------------------------------------------ |
| 375/6075 | Château-fort            | 1978           | 779              | 14 au total 10 soldats et 4 chevaliers                        | Sortie en 1981 en Amérique du Nord (modèle 6075) |
| 383      | Joute du chevalier      | 1979           | 102              | 6 au total 2 soldats, 2 chevaliers, le prince et la princesse | Sortie en 1981 en Amérique du Nord (modèle 6083) |
| 677/6077 | Procession du chevalier | 1979           | 39               | 6 soldats                                                     | Sortie en 1981 en Amérique du Nord (modèle 6077) |
| 6002     | Figurines du château    | 1983           | 22               | 4 soldats                                                     |                                                  |

,

### Faucons noirs/Black falcons (1984-1994)
Ces chevaliers se reconnaissent par leur emblème d’un oiseau noir et argent présent sur le torse et le bouclier. Sinon, leur uniforme mêle le bleu et le noir.
Ils font leur apparition en 1984, en même temps que les Croisés, avec deux modèles : la Catapulte (6030) et le Château du chevalier (6073) 
Le modèle de jeu Bélier (6062) suggère une rivalité avec la faction des Croisés, car ces derniers y opèrent un bélier attaquant un mur défendu par trois soldats des Faucons noirs.
Sortie en 1986, la Forteresse du faucon noir (6074) est reconnue pour ses qualités esthétiques et fut si populaire qu’elle fit l’objet d’une réédition en 2002 (10039) sous la collection Legends. Selon l'agrégateur Brick Insights, ce modèle s'est vu accorder une note moyenne de 94, la deuxième plus élevée de l'univers Château. Le forum Eurobrick évoque « sa grande jouabilité et même s’il est un peu petit, le château offre assez d’espace pour les six figurines et plus encore. La chapelle à l’arrière est fantastique grâce à son toit et tous ses petits détails ».
| Numéro     | Nom du modèle             | Date de sortie | Nombre de pièces | Figurines                                                                               | Notes                                       |
| ---------- | ------------------------- | -------------- | ---------------- | --------------------------------------------------------------------------------------- | ------------------------------------------- |
| 6073       | Château du chevalier      | 1984           | 408              | 6 au total 4 soldats et 2 chevaliers                                                    |                                             |
| 6030       | Catapulte                 | 1984           | 80               | 2 soldats                                                                               |                                             |
| 6011       | Trésor du chevalier noir  | 1985           | 25               | 1 soldat                                                                                |                                             |
| 6074/10039 | Forteresse du faucon noir | 1986           | 435              | 6 au total 4 soldats et 2 chevaliers                                                    | Fait l'objet d'une réédition en 2002        |
| 6062       | Bélier                    | 1987           | 233              | 6 au total 3 soldats des Faucons noirs qui défendent et 3 soldats Croisés qui assiègent | Les Croisés attaquent le mur avec un bélier |
| 6035       | Gardien du château        | 1987           | 49               | 2 au total 1 soldat et 1 chevalier                                                      |                                             |

,

### Croisés/Crusaders/Lion knights (1984-1992)
Ces chevaliers se reconnaissent par l’emblème d’un lion sur leur bouclier (lion bleu sur fond jaune ou lion jaune sur fond bleu). Leur uniforme intègre parfois du noir, du gris ou du bleu et toujours du rouge. Ils affrontent les Faucons noirs et ils alimentent une rivalité avec les Forestiers.
Ils font leur apparition en 1984, en même temps que les Faucons noirs, avec cinq modèles, dont le plus imposant est le Château du roi (6080).
La Forteresse de la montagne du roi (6081) est le premier modèle de château monté sur une base surélevée avec une rampe et voit la première apparition de la figurine du fantôme fluorescent.
L'Auberge (6067) a fait l'objet d'une réédition en raison de sa popularité. L'agrégateur Brick Insights, accorde à ce modèle une note de 93 pour la version originale et 96 pour sa réédition (10000), soit la note la plus élevée de l'univers Château. Le forum Eurobrick vante « ses nombreux détails et son look ainsi que ses possibilités illimitées. Deux factions sont incluses dans le modèle, ce qui permet des options de paix ou de conflits. L’auberge peut être intégrée à un château, un donjon, un avant-poste ou une ville ».
| Numéro         | Nom du modèle                    | Date de sortie | Nombre de pièces | Figurines                                                                        | Notes                                                                 |
| -------------- | -------------------------------- | -------------- | ---------------- | -------------------------------------------------------------------------------- | --------------------------------------------------------------------- |
| 6080           | Château du roi                   | 1984           | 664              | 12 au total 8 soldats et 4 chevaliers                                            |                                                                       |
| 6061           | Tour de siège                    | 1984           | 211              | 4 au total 3 soldats et 1 chevalier                                              |                                                                       |
| 6040           | Forge                            | 1984           | 89               | 2 au total 1 soldat et 1 forgeron                                                |                                                                       |
| 6022           | Char à cheval                    | 1984           | 39               | 2 soldats                                                                        |                                                                       |
| 6021           | Chevaliers de la joute           | 1984           | 33               | 2 chevaliers 1 Croisé et 1 Faucon noir                                           |                                                                       |
| 6055           | Convoi du prisonnier             | 1985           | 112              | 4 au total 2 soldats, 1 chevalier et 1 paysan                                    |                                                                       |
| 6067/10000     | Auberge                          | 1986           | 246              | 4 au total 2 soldats, 1 chevalier et 1 dame aubergiste                           | Fait l'objet d'une réédition en 2001                                  |
| 6041           | Armurerie                        | 1986           | 109              | 2 au total 1 chevalier et 1 dame armurière                                       |                                                                       |
| 6023           | Chariot de la dame               | 1986           | 42               | 2 au total 1 soldat et 1 dame                                                    |                                                                       |
| 6012           | Chariot de siège                 | 1986           | 51               | 2 soldats                                                                        |                                                                       |
| 6049           | Voyageur viking                  | 1987           | 94               | 5 soldats                                                                        |                                                                       |
| 6017           | Rameurs du roi                   | 1987           | 42               | 2 soldats                                                                        |                                                                       |
| 6016           | Arsenal du chevalier             | 1987           | 36               | 1 soldat                                                                         |                                                                       |
| 6039           | Catapulte double                 | 1988           | 73               | 2 au total 1 soldat et 1 chevalier                                               |                                                                       |
| 6060/1584      | Défi du chevalier                | 1989           | 160              | 8 au total 4 soldats, 1 chevalier Croisé, 1 Chevalier noir, 1 dame et 1 paysanne | À fait l'objet de deux éditions                                       |
| 6081           | Forteresse de la montagne du roi | 1990           | 429              | 8 au total 4 soldats, 2 chevaliers, 1 dame et 1 fantôme                          | Premier usage de la base surélevée avec une rampe de la série Château |
| 6042           | Chasseurs du donjon              | 1990           | 105              | 3 au total 1 soldat Croisé, 1 chevalier Croisé et 1 Forestier prisonnier         |                                                                       |
| 1480           | Catapulte du roi                 | 1991           | 32               | 1 soldat                                                                         |                                                                       |
| 1483/1695/2889 | Trésor du roi                    | 1992           | 21               | 1 soldat                                                                         | À fait l'objet de trois éditions                                      |

,,,or

### Forestiers/Forest people (1987-1992)
Inspirée de la légende de Robin des Bois, cette faction occupe des châteaux envahis par la végétation, ou d’autres constructions mêlant la pierre aux arbres. On les reconnaît à leur chapeau, tunique et pantalon vert. Leurs rivaux sont les Croisés et les Chevaliers noirs.
Ils font leur apparition en 1987, avec le modèle Avant-poste camouflé (6066).
Le Passage des forestiers (6071) se démarque comme un « modèle très détaillé où tout s’agence parfaitement. Il comprend des éléments uniques tels que la figurine de la dame des forestiers et la base avec le motif d’une rivière imprimée ».
| Numéro    | Nom du modèle                           | Date de sortie | Nombre de pièces | Figurines                                    | Notes                                        |
| --------- | --------------------------------------- | -------------- | ---------------- | -------------------------------------------- | -------------------------------------------- |
| 6066      | Avant-poste camouflé                    | 1987           | 211              | 6 soldats                                    |                                              |
| 6054      | Cache des Forestiers                    | 1988           | 198              | 2 soldats                                    |                                              |
| 6077      | Forteresse de la rivière des forestiers | 1989           | 333              | 6 au total 5 Forestiers et 1 Croisé          |                                              |
| 1974-3    | Charrette du contrebandier              | 1989           | 49               | 2 au total 1 Forestier et 1 paysan           |                                              |
| 6071      | Passage des forestiers                  | 1990           | 203              | 5 au total 4 Forestiers et 1 dame forestière |                                              |
| 1680/1877 | Chariot des Croisés                     | 1990           | 67/56            | 3 Forestiers ou 2 Forestiers                 | L'édition 1680 comprend une figurine de plus |

,,,

### Chevaliers noirs/Black knights (1988/1994)
Les fortifications de cette faction se caractérisent par leur couleur noire, par opposition aux précédentes qui occupent plutôt des châteaux de pierre grise. Sinon, leur bouclier arbore un dragon bleu et jaune, sur fond rouge. Les chevaliers noirs entretiennent des rivalités avec toutes les autres factions actives pendant leurs années.
Les Chevaliers noirs font leur entrée avec le Château du monarque noir (6085) en 1988, soit le modèle de jeu qui compte le plus grand nombre de pièces des différentes factions de la série Château jusqu’à présent. À l’époque, la faction des Chevaliers noirs n’était pas officiellement reconnus par la compagnie Lego,,.
La situation change en 1992, alors que Lego lance officiellement leur thème avec, entre autres, la sortie du Château du maître du donjon (6086). Ce modèle est considéré comme l'un des favoris de cette faction, avec une note de 93 sur l'agrégateur Brick Insights. Le site Brickset vante son design qui joue avec une grande palette de couleurs et ajoute que « le modèle contient un grand nombre d’items et de figurines, toutes différentes, ainsi que de nombreux éléments assurant la jouabilité. Nous avons un pont-levis, une sortie secrète, une tour hantée et une prison souterraine ».
| Numéro | Nom du modèle                    | Date de sortie | Nombre de pièces | Figurines | Notes                                                         |
| ------ | -------------------------------- | -------------- | ---------------- | --- | ------------------------------------------------------------- |
| 6085   | Château du monarque noir         | 1988           | 665              | 12 au total 8 soldats et 4 chevaliers                                                                            | Premier château avec des murs noirs                           |
| 6059   | Forteresse du chevalier          | 1990           | 221              | 5 au total 3 soldats des Chevaliers noirs qui défendent, 1 soldat et 1 chevalier des Faucons noirs qui assiègent | Les Faucons noirs attaquent le mur avec une catapulte         |
| 6034   | Fantôme du monarque noir         | 1990           | 43               | 2 au total 1 chevalier et 1 fantôme                                                                              |                                                               |
| 6086   | Château du maître du donjon      | 1992           | 569              | 12 au total 6 soldats, 4 chevaliers, 1 fantôme et 1 prisonnier de la Bande de loups                              | Le modèle fut renommé par la suite Château du chevalier noir. |
| 6057   | Serpent de mer                   | 1992           | 117              | 5 au total 4 soldats des Chevaliers noirs et 1 soldat des Faucons noirs                                          |                                                               |
| 6009   | Chevalier noir                   | 1992           | 19               | 1 chevalier |                                                               |
| 1888   | Poste de garde du chevalier noir | 1992           | 25               | 2 au total 1 soldat et 1 fantôme                                                                                 |                                                               |
| 1491   | Catapulte double                 | 1992           | 45               | 2 soldats |                                                               |
| 1917   | Catapulte du roi                 | 1993           | 22               | 1 soldat | Réédité en 1997 sous le nom Bombardier de pierres (2890)      |
| 1624   | Archer du roi                    | 1993           | 21               | 1 soldat |                                                               |
| 1547   | Bateau des Chevaliers noirs      | 1993           | 55               | 2 soldats |                                                               |

,,

### Bande de loups/Wolfpack (1992-1993)
La Bande de loups est une faction de bandits qui croisent le fer avec les Chevaliers noirs. On les reconnaît à leur capuche couvrant leurs cheveux hirsutes, leur air négligé et une tunique marron arborant une tête de loup argenté. Si la littérature Lego évite habituellement d’attribuer une valeur axiologique morale à ses factions, la Bande de loups est néanmoins présentée comme un groupe de bandits sans scrupules.
Leur seule fortification est la Tour de la Bande de loups (6075), une tour au milieu des eaux, dotée d'un pont, qui est isolée et difficile d'accès.
| Numéro    | Nom du modèle                 | Date de sortie | Nombre de pièces | Figurines                        | Notes                           |
| --------- | ----------------------------- | -------------- | ---------------- | -------------------------------- | ------------------------------- |
| 6075      | Tour de la Bande de loups     | 1992           | 232              | 4 soldats                        |                                 |
| 6038      | Renégats de la Bande de loups | 1992           | 93               | 2 soldats                        |                                 |
| 1590/1596 | Cache hantée                  | 1993           | 27/34            | 2 au total 1 soldat et 1 fantôme | À fait l'objet de deux éditions |

,,

### Maîtres dragons/Dragon masters (1993-1995)
Premier thème fantastique de la série Château, les Maîtres dragons occupent des fortifications creusées à même le roc. Leur emblème est le dragon et ils sont dirigés par le magicien Majisto, la première figurine à porter un nom propre dans l'univers Château. Dans le catalogue de 1993, on le voit, à cheval sur un dragon, fondre sur une bande de Chevaliers noirs.
| Numéro    | Nom du modèle                | Date de sortie | Nombre de pièces | Figurines                                                                            | Notes |
| --------- | ---------------------------- | -------------- | ---------------- | ------------------------------------------------------------------------------------ | ----- |
| 6082      | Forteresse souffle-feu       | 1993           | 393              | 6 figurines et 1 dragon 3 soldats, 1 chevalier, 1 magicien et 1 de la Bande de loups |       |
| 6076      | Repaire du dragon mystérieux | 1993           | 206              | 4 figurines et 1 dragon 1 soldat, 2 chevaliers et 1 magicien                         |       |
| 6056      | Chariot du dragon            | 1993           | 103              | 2 figurines et 1 dragon 1 soldat et 1 chevalier                                      |       |
| 6048      | Atelier magique de Majisto   | 1993           | 183              | 2 figurines 1 chevalier et 1 magicien                                                |       |
| 6043      | Catapulte du dragon          | 1993           | 151              | 2 figurines 1 soldat et 1 chevalier                                                  |       |
| 6020      | Échoppe magique              | 1993           | 45               | 1 magicien                                                                           |       |
| 1906      | Tour de Majisto              | 1994           | 190              | 3 figurines 1 soldat, 1 chevaliers et 1 magicien                                     |       |
| 1712/1732 | Chariot de l'arbalétier      | 1994           | 22               | 1 soldat                                                                             |       |
| 1736/1746 | Chariot de Majisto           | 1995           | 20               | 1 magicien                                                                           |       |

,,

### Chevaliers du roi/Royal knights (1995-1996)
Les Chevaliers du roi se reconnaissent à leur emblème d’une tête de lion ainsi que leurs fortifications mêlant le noir, le gris et le bleu. Ce thème est surtout reconnu pour avoir introduit la figurine du squelette ainsi que d’un roi portant une couronne et une longue épée argentée.
| Numéro         | Nom du modèle              | Date de sortie | Nombre de pièces | Figurines                                                            | Notes |
| -------------- | -------------------------- | -------------- | ---------------- | -------------------------------------------------------------------- | ----- |
| 6090           | Château du chevalier royal | 1995           | 743              | 11 au total 6 soldats, 2 chevaliers, 1 roi, 1 fantôme et 1 squelette |       |
| 6078           | Passerelle royale          | 1995           | 251              | 5 au total 3 soldats, 1 chevalier et 1 squelette                     |       |
| 6044           | Chariot du roi             | 1995           | 120              | 4 au total 3 soldats et 1 roi                                        |       |
| 6036           | Surprise du squelette      | 1995           | 72               | 2 au total 1 soldat et 1 squelette                                   |       |
| 6008           | Le roi                     | 1995           | 11               | 1 roi                                                                |       |
| 1752/1804/2892 | Bateau à l'arbalète        | 1996           | 20               | 1 soldat                                                             |       |

,,

### Forêt noire/Dark forest (1996)
En souvenir des précédents Forestiers, Lego lance 3 nouveaux modèles imitant le style de leur prédécesseurs.
| Numéro | Nom du modèle                | Date de sortie | Nombre de pièces | Figurines                                                         | Notes |
| ------ | ---------------------------- | -------------- | ---------------- | ----------------------------------------------------------------- | ----- |
| 6079   | Forteresse de la forêt noire | 1996           | 461              | 7 au total 4 Forestiers noirs, 2 Maîtres dragons et 1 squelette   |       |
| 6046   | Bastion de la cigue          | 1996           | 213              | 5 au total 2 Forestiers noirs, 2 Chevaliers du roi et 1 squelette |       |
| 6024   | Embuscade du bandit          | 1996           | 58               | 2 Forestiers noirs                                                |       |

,

### Chevaliers de la peur/Fright night (1997-1998)
Les Chevaliers de la peur introduisent des sorcières, dragons noirs et autres éléments magiques. Leur emblème est la chauve-souris et leur Château du seigneur de la nuit (6097) est la construction la plus élevée de l’univers Château.
| Numéro    | Nom du modèle                             | Date de sortie | Nombre de pièces | Figurines                                                                                   | Notes |
| --------- | ----------------------------------------- | -------------- | ---------------- | ------------------------------------------------------------------------------------------- | ----- |
| 6099      | Transport du traître                      | 1997           | 140              | 3 figurines et 1 dragon 2 soldats et 1 chevalier                                            |       |
| 6097      | Château du seigneur de la nuit            | 1997           | 598              | 8 figurines et 1 dragon 4 soldats, 2 chevaliers, 1 squelette et 1 sorcière                  |       |
| 6087      | Manoir magique de la sorcière             | 1997           | 255              | 6 figurines et 1 dragon 2 soldats, 1 chevalier, 1 squelette, 1 sorcière et 1 Forestier noir |       |
| 6047      | Transport de la prison                    | 1997           | 140              | 3 figurines et 1 dragon 2 soldats et 1 chevalier                                            |       |
| 6037      | Bateau aérien de la sorcière              | 1997           | 59               | 1 sorcière et 1 dragon                                                                      |       |
| 6027      | Catapulte du seigneur Chauve-souris       | 1997           | 51               | 2 figurines 1 soldat et 1 chevalier                                                         |       |
| 6007      | Seigneur Chauve-souris                    | 1997           | 15               | 1 figurine et 1 dragon                                                                      |       |
| 6004/6006 | Chariot de l'arbalète                     | 1997           | 20               | 1 soldat                                                                                    |       |
| 2872      | Foyer de la sorcière                      | 1997           | 18               | 1 sorcière                                                                                  |       |
| 2848      | Machine volante des Chevaliers de la peur | 1997           | 18               | 1 soldat                                                                                    |       |
| 6031      | Force de la peur                          | 1998           | 26               | 4 figurines 2 soldats, 1 chevaliers et 1 sorcière                                           |       |
| 6028/6029 | Garde du trésor                           | 1998           | 22               | 1 soldat                                                                                    |       |

,

## Autres thèmes
Lego continue à sortir d'autres sous-thèmes, liés de près ou de loin à l'univers Château : 
- Ninja (1998)
- Knights' Kingdoms (2000)
- Knights' Kingdoms II (2004)
- Castle (2007)
- Kingdoms (2011)
- Castle II (2013)
- Nexo Knights (2016)